# Casillas de Coria
Casillas de Coria – gmina w Hiszpanii, w prowincji Cáceres, w Estramadurze, o powierzchni 61,97 km². W 2011 roku gmina liczyła 441 mieszkańców.